# 全日本F2000選手権
全日本F2000選手権（ぜんにほんエフにせんせんしゅけん）は、1973年から1977年まで日本で開催されていた自動車レースの1カテゴリー。フォーミュラカー（オープンホイール）を使用した四輪レースで、国内で最初のトップフォーミュラ選手権であった。

## 概要
スポーツカーやツーリングカーのレースが中心だった黎明期の国内レース界において、フォーミュラカーレースの人気はいまひとつで、1971年からフォーミュラカーレースとして再スタートした日本グランプリも、1960年代のツーリングカー/スポーツカー時代と比べると人気を大きく落としていた。そのような状況下で日本自動車連盟（JAF）は、1973年にフォーミュラ振興策を打ち出し、フォーミュラカーレースの国内トップカテゴリーとして全日本F2000選手権を新設した。なお同時に、下位カテゴリーとして全日本FJ1300選手権と全日本FJ360選手権も新設している。
ヨーロッパで開催されていたフォーミュラ2（F2）にならったカテゴリーであったが、国際自動車連盟（FIA）のF2規定では量産型エンジンをベースにしたエンジンを搭載しなければならないのに対し、全日本選手権ではレース専用エンジンも認めた点で異なっていた為、“F2”ではなく“F2000”を名乗った。F2規定にしなかったのは、当時国内自動車メーカーで唯一のフォーミュラ推進派だった三菱自動車の供給するエンジンが、純粋なレーシングエンジンだったことが理由である。
当初はレース数も参加台数も少なかった為、FJ1300と混走する形でレースを開催していた。
1976年にエンジンは量産型がベースでなくてもよいとF2規定が改正されたことでF2とF2000の規定は同一となり、1978年より全日本F2選手権と呼称が変更され開催されることになった。

## 歴代チャンピオン
| 年     | 全日本F2000チャンピオン | 全日本F2000チャンピオン  | 全日本F2000チャンピオン     | 鈴鹿F2000チャンピオン | 鈴鹿F2000チャンピオン    | 鈴鹿F2000チャンピオン           |
| 年     | ドライバー              | 所属チーム               | 使用マシン                  | ドライバー            | 所属チーム               | 使用マシン                      |
| ------ | ----------------------- | ------------------------ | --------------------------- | --------------------- | ------------------------ | ------------------------------- |
| 1973年 | 黒澤元治                | ヒーローズレーシング     | マーチ722・BMW              | ―                     | ―                        | ―                               |
| 1974年 | 高原敬武                | タカハラレーシング       | マーチ742・BMW              | ―                     | ―                        | ―                               |
| 1975年 | 星野一義                | ビクトリーサークルクラブ | マーチ742・BMW              | ―                     | ―                        | ―                               |
| 1976年 | 高原敬武                | タカハラレーシング       | ノバ512・BMW                | ―                     | ―                        | ―                               |
| 1977年 | 星野一義                | ヒーローズレーシング     | ノバ512B・BMW ノバ532P・BMW | 高橋国光              | スピードスターレーシング | マーチ742・BMW コジマKE008・BMW |